# Susanne Sundfør
Susanne Aartun Sundfør (Haugesund, 19 maart 1986) is een Noorse singer-songwriter en producer.

## Carrière
Nadat Sundfør de middelbare muziekschool had gevolgd, begon ze muziek te maken als hobby. Aan de Universiteit van Bergen studeerde Sundfør zowel Engels als kunst.
Sundfør begon haar muzikale carrière twee jaar voorafgaand aan de release van haar gelijknamige debuutalbum, dat in 2007 verscheen en de derde plek in de Noorse albumlijst behaalde. Haar tweede studioalbum, The Brothel (2010), was eveneens een commercieel succes. Het piekte bovenaan de hitlijst en werd het bestverkochte album van dat jaar. Hierdoor besloot Sundfør zich volledig te wijden aan haar muziek.
Ook haar derde studioalbum, The Silicone Veil (2012), bereikte de hoogste positie van de Noorse albumlijst en kreeg lovende recensies. Met de bijbehorende en veelgeprezen single White Foxes wist Sundfør al internationale bekendheid te vergaren, maar met het volgende album Ten Love Songs brak ze pas echt door in het buitenland.
Net als bij de drie voorgaande albums, wist Sundfør ook met haar vijfde studioalbum, Music for People in Trouble de nummer 1-positie te bereiken. Ondanks dat ze voor die plaat brak met de elektronische stijl van de voorgangers en ze terugging naar haar roots als folk singer-songwriter. Het werd een plaat over persoonlijke problemen, slechte relaties en depressies, die ze tijdens haar successen ervoer.

## Privéleven
Sundfør verhuisde in 2008 naar Oslo. In 2015 woonde ze kort in Oost-Londen, waar ze nummers voor haar album Music for People in Trouble schreef. Daarna keerde Sundfør terug naar de Noorse hoofdstad.
In augustus 2020 maakte Sundfør bekend dat ze in verwachting was van haar eerste kind.
Sundfør is de kleindochter van de Noorse theoloog en taalkundige Kjell Aartun.

## Discografie

### Studioalbums
- Susanne Sundfør (2007)
- The Brothel (2010)
- The Silicone Veil (2012)
- Ten Love Songs (2015)
- Music for People in Trouble (2017)
- Blómi (2023)

### Live-albums
- Take One (2008)
- A Night of Salle Pleyel (2011)
- Live From the Barbican (2019)

### Extended plays
- Self Portrait Original Soundtrack (2020)

### Singles
- Walls (2006)
- The Brothel (2010)
- It’s All Gone Tomorrow (2010)
- Turkish Delight (2011)
- White Foxes (2012)
- The Silicone Veil (2012)
- Fade Away (2014)
- Delirious (2015)
- Kamikaze (2015)
- Accelerate (2015)
- Undercover (2017)
- Mountaineers (2017)
- When The Lord (2020)